# Alec Guinness
Sir Alec Guinness, angleški filmski igralec, * 2. april 1914, Paddington, London, † 5. avgust 2000, Midhurst, West Sussex, Anglija.

## Zgodnje življenje
Guiness se je rodil 2. aprila 1914, v Paddingtonu, v Londonu, kot Alec Guiness de Cuffe. Svojega očeta ni nikoli poznal, saj njegovo ime v rojstnem listu ni bilo napisano. Njegova mati, Agnes Cuff, ga je zapustila, ko je bil še zelo mlad. Njegov oče, Andrew Geddes, je kasneje plačal za Guinnessovo zasebno šolo, srečala pa se nista nikoli.